# Сухая Грунь
Сухая Грунь (укр. Суха Грунь, до 2016 г. — Калининское) — посёлок, Калининский сельский совет, Липоводолинский район, Сумская область, Украина. Код КОАТУУ — 5923281701. Население по переписи 2001 года составляло 645 человек.
Является административным центром Калининского сельского совета, в который, кроме того, входят сёла Весёлое, Галаевец, Легуши и Чирвино.

## Географическое положение
Посёлок Сухая Грунь находится в 3-х км от левого берега реки Хорол. На расстоянии в 2 км расположены сёла Московское и Шатравино, в 6-и км — пгт Липовая Долина. По селу протекает пересыхающий ручей с запрудой.

## История
- Посёлок Калининское известен с XVIII века.

## Экономика
- ООО «СК-АГРО».
- «Калининское», ООО.

## Объекты социальной сферы
- Детский сад.
- Дом культуры.
- Фельдшерско-акушерский пункт.